# Пикник
Пикник представља облик забаве и уживања у храни на отвореном простору.
Људи и мештани позвани (подаци су из почетка 20. века, пре рата 1914.-1918) на пикник били би на излетима у својој ближој околини. Возили су се кочијом или аутомобилом, а за пикник обично би понели нешто хране и пића. На раскошним пикницима људи би госте понудили помно изабраном храном, вином те ликером. Млади људи углавном су ишли на мање пикнике, на којем су најчешће уживали у печеном кромпиру, кукурузу и јабукама. Представници средњих и нижих друштвених слојева на пикнике често су ишли пешице или бициклом. Пикник се у данашње време обично одржава током недељног послеподнева или у време празника. Такође, данас се често, током пикника, једе храна припремљена на жару. Пикници су, обично лепши за време ведрог, топлог дана.

## Место одржавања пикника
Дакако, веома је битно које ће место за пикник бити изабрано. Обично је то нека зараван близу воде, окружена шумом, где се истовремено може препустити благородном утицају сунчевих зрака, али и склонити се у хладовину коју праве стабла. За успешан пикник нужна је музика, те у новије време пикничари понесу какав касетофон или музички инструмент, те се уз дискретне тонове препуштају медитацији или којекаквим активностима.

## Спорт током пикника
Како у близини места одржавања пикника у већини случајева нема уређених спортских терена, пикничари се већином одлучују за одбојку или бадминтон, дакле одлучују се за спортове који не захтевају посебне услове, већ се могу играти практично свуда.